# خانصور
خانصور (به لاتین: Khana Sor) یک منطقهٔ مسکونی در عراق است که در شهرستان سنجار واقع شده‌است. خانصور ۳۱٬۱۶۱ نفر جمعیت دارد.